# 佐藤成葉
佐藤 成葉（さとう なるは、 1997年10月3日- ）は、日本の女子陸上競技選手。長距離走。

## 略歴
大和市立渋谷中学校、神奈川県立荏田高等学校を経て立命館大学卒業。荏田高校の2学年上に森田香織・森田詩織姉妹（共に荏田→パナソニック）、3学年下に福嶋摩耶（城西大）・福嶋紗楽（名城大）姉妹らがいる。大学時代の同年代のライバルには五島莉乃（中大）、関谷夏希（大東大）、棟久由貴（東京農大）、高谷愛奈（大阪学院大）、上田雪菜（筑波大）らがいる。
2019年の大学4年時に主将。同2019年の日本インカレ5000m・10000mではいずれのレースも15分47秒07・33分24秒98の記録で優勝した。5000mでは五島、和田有菜（名城大2年）、10000mでは五島、加世田梨花（名城大3年）、鈴木優花（大東大2年）らとのマッチレースになり、いずれのレースとも五島に1秒差で競り勝った。
2020年に立命大卒業後、五島と共に資生堂所属。2021年12月11日、関西実業団ディスタンストライアルin京都2021（たけびしスタジアム京都）では女子10000mに出場し、自己記録の31分52秒43をマークしたが、30分45秒21の日本女子歴代2位および日本女子U20新記録、日本女子学生新記録を樹立した不破聖衣来（拓大1年）に次ぎ2位であった。
2023年3月末に競技生活の一線から引退。

## 主な記録
| 年     | 大会                                 | 種目       | 順位     | 備考             |
| ------ | ------------------------------------ | ---------- | -------- | ---------------- |
| 2012年 | 全日本中学陸上                       | 800m       | 3位      |                  |
| 2013年 | 都道府県対抗女子駅伝                 | 3区        | 区間14位 | 神奈川県大会記録 |
|        | 第68回国民体育大会                   | 少年B1500m | 4位      |                  |
|        | 全国高校駅伝女子                     | 5区        | 13位     | 荏田高9位        |
| 2014年 | 全国高校駅伝女子                     | 1区        | 17位     | 荏田高16位       |
| 2015年 | 都道府県対抗女子駅伝                 | 4区        | 8位      | 神奈川県14位     |
|        | 第70回国民体育大会                   | 少年A3000m | 4位      |                  |
|        | 全国高校駅伝女子                     | 1区        | 36位     | 荏田高22位       |
| 2016年 | 全国女子駅伝                         | 2区        | 8位      | 神奈川県9位      |
|        | 全日本大学女子駅伝                   | 3区        | 区間5位  | 立命館大2位      |
|        | 富士山女子駅伝                       | 1区        | 区間2位  | 立命館大優勝     |
| 2017年 | 都道府県対抗女子駅伝                 | 2区        | 区間2位  | 神奈川県7位      |
|        | 日本インカレ                         | 5000m      | 3位      |                  |
|        | 全日本大学女子駅伝                   | 2区        | 区間賞   | 立命館大3位      |
|        | セブンヒルズロードレース（オランダ） | 15㎞       | 14位     | 初の日本代表     |
|        | 富士山女子駅伝                       | 2区        | 区間賞   | 立命館大優勝     |
| 2018年 | 都道府県対抗女子駅伝                 | 2区        | 14位     | 神奈川県6位      |
|        | 学生個人選手権                       | 5000m      | 11位     |                  |
|        | 日本インカレ                         | 5000m      | 7位      |                  |
|        | 全日本大学女子駅伝                   | 1区        | 区間2位  | 立命館大3位      |
|        | 富士山女子駅伝                       | 2区        | 区間3位  | 立命館大3位      |
| 2019年 | 都道府県対抗女子駅伝                 | 2区        | 区間6位  | 神奈川県7位      |
|        | 日本インカレ                         | 5000m      | 優勝     |                  |
|        | 日本インカレ                         | 10000m     | 優勝     |                  |
|        | 全日本大学女子駅伝                   | 5区        | 区間4位  | 立命館大3位      |
|        | 富士山女子駅伝                       | 2区        | 区間2位  | 立命館大4位      |
| 2020年 | 都道府県対抗女子駅伝                 | 1区        | 区間10位 | 神奈川県13位     |
|        | 実業団女子駅伝                       | 1区        | 区間7位  | 資生堂12位       |
|        | 第104回日本選手権                    | 5000m      | 15位     |                  |
|        | 関西実業団ディスタンストライアル     | 10000m     | 2位      |                  |